# 愛海頌
愛海頌（英語：Seaside Sonata），位於香港九龍深水埗海壇街201、203及218號，毗鄰深水埗警署及通州街公園，是長江實業及市區重建局合作發展的私人住宅屋苑。物業由4座（第1、2、3及5座）高32至40層的大樓組成，共提供876伙單位，小學校網為40校網，中學校網為深水埗區，於2019年10月開售，首批180個單位的價單，折實平均呎價18,688元。物業到2021年7月分階段入伙。

## 歷史
屋苑屬市區重建局海壇街、桂林街及北河街的重建項目，覆蓋三個相鄰的地盤。項目早於2006年2月17日展開，總綱發展藍圖到2009年10月獲批。根據最初的規劃，項目包含一條的內街，兩旁均設有商舖，並連接地面公共休憩空間及街道網絡。其中前庭廣場曾計劃設計為充滿地區歷史特色的園林設計，重建後可望提供約845個單位。

### 市建局收樓爭議
2013年9月，有居民表示市建局的補償不公平。居住在海壇街187D的居民表示市建局最初提出的賠償價為$3000多元一呎，後來雖然$5000多元一呎，不過同一街道，另一個重建項目（海壇街205至211A號項目及海壇街229A至G號項目）卻以$9800一呎的賠償價成交。雖然街坊曾經遞信、示威、遊行、打官司，但最後也無法讓市建局改變立場。有居住12年的住戶在人口凍結時並不在家，結果亦被指為空置單位和被指為「釘子戶」而得不到賠償。雖然其後曾經交出電費單、水費單證明，但市建局仍然要扣減三份一賠償。位於在通州街246號的地鋪連自住單位的業主曾經聘請測量師估價，為$15000一呎。不過市建局當初提出的賠償價低達$2800一呎，地政總署亦只開價$8000多元一呎。他們亦認為希望原區安置，可以做到「樓換樓、鋪換鋪、呎換呎」，將來可重回其原有的社區網絡，不想一生心血毀於一旦。

### 執達吏突擊收回單位
到2014年6月12日，市建局指受影響的600多戶居民中，仍然有7戶（包括2名天台、4名住宅及1名非住宅佔用人）未有遷出，因此要求法庭執達吏突擊收回單位。戶主與兩子留守住所與市建局人員對峙，其中男戶主更一度攀出窗外，站在簷篷抗議1小時，他們不滿賠償價錢太少，未有向他們提9800元一呎賠償，只有7400元一呎。亦有住戶要求「樓換樓」。但最後返回屋內後，連同兩名兒子被保安員強行抬出大廈外，之後更被控涉嫌襲擊被捕。

### 市建局截標
項目在2014年12月9日截標時共接獲9份標書。包括長實、恒地、會德豐、華置、遠東發、及南豐，內地房企世房以及2家不知明財團。長實於2014年12月22日奪得項目發展權。

### 發展商延期交樓
根據樓書，項目的關鍵日期原本為2021年6月。不過到2020年8月和2021年6月中，有業主先後兩次收到律師樓的信件，表示樓盤“基於暴動或騷亂、不可抗力事件及惡劣天氣延遲理由”，項目可能延期入伙。最後更延期210天交樓，終在2021年年尾前入伙。而市建局指出，項目住宅單位工程及裝修已在2021年年中大致完成，其中第1至2座更取得入伙紙。不過由於發展商需進行地盤外圍工程、同時安排政府部門驗收基座的多項政府設施等，需要等待發出滿意紙後才可安排買家收樓。

### 貨尾突擊減價促銷
2023年2月10日，發展商突擊減價促銷18伙分層單位，折實售價由1,179萬至1,346.5萬元。而4伙天台特色單位進行招標。最後吸引逾百人搶購，6人爭1伙，在兩小時沽清。

## 規劃
項目由4座物業組成，並分為3個地盤發展。第一座（海壇街218號）和第二座（海壇街203號）各設1座樓高29層和35層的大廈。而位於海壇街201號設2座37層商住物業（第3座和第5座）。單位實用面積介乎474至786平方呎，提供兩房及三房。特色戶有12伙，平台戶只有1伙，位於第1座7樓C室。而連天台戶則設11伙，位於各座頂層。

### 設施
項目設有面積約19,409平方呎住客會所Club Sonatina，並分為男、女及家庭及兒童會所，合共設有約40項設施。男士會所設有逾80吋超巨型電視結合智能VR裝置、健身室、戶外泳池、桌球檯；女士會所設有藝術室、宴會廳、化妝間、Pastry Garden草坪和天空之圃等；而家庭及兒童會所以童話森林為主題，設小劇場、攀架滑梯、電子遊戲及迷你抱石牆等。在園林方面，設九個綠化藝術花園區。
而各座地下設有商舖。

### 公共設施
項目第3座和第5座旁設有佔地約16,146平方尺公共休憩空間。而第1座1至3樓設約20,452平方尺機構或社區設施，包括長者日間護理中心、特殊幼兒中心、長者鄰舍中心和早期教育及訓練中心等。

## 批評
在2006年市建局公佈重建項目時，原計劃將公共休憩空間「以鑑賞玉石和教育為設計主調」，中央部分為廣場「玉翠坊」，園內亦會設長660呎的卵石徑和觀賞平台。而基座建築外牆採用舊式唐樓外形設計。不過項目落成後的設計與當初構思差異很大，玉石的設計變成只有水池上四嚿大石，卵石徑和舊式唐樓設計完全消失，而觀賞平台只有兩級樓梯的高度。關注團體本土研究社批評市建局無規範公共休憩空間的標準和設計，認為是貨不對辦。

## 外部連結
- 愛海頌官方網站 （页面存档备份，存于）